# Diemerpolder
De Diemerpolder is een poldergebied en ligt rond Diemen, grenzend aan de Diem in het oosten, de oude Rijksstraatweg van Amsterdam naar Muiden in het zuiden, en de Ringvaart van de Watergraafsmeer en het Nieuwe Diep in het westen en noordwesten.
De schepradmolen in de Diemerpolder aan de Diem bij het Merwedekanaal werd gebouwd in 1641 en gesloopt in 1950.